# Insula Ostrovo
Ostrovo sau Ostrvo (în sârbă Острово sau Острво; însemnând „insulă" în sârbă) a fost cea mai mare insulă sârbă de pe Dunăre, cu o suprafață de 60 km2. Avea lungimea de 20 km și lățimea de 3 km. Brațul sudic al Dunării din jurul insulei Ostrovo era numit Dunavac.
Ostrovo se află la est de Belgrad, în apropiere de Kostolac, și este o zonă împădurită. Numele insulei a fost dat satului Ostrovo din municipalitatea Kostolac. Astăzi ea nu mai este o insulă, ci o peninsulă care este legată de malul sudic al Dunării. 
La începutul anului 2000 au fost descoperite rezerve de gaze naturale pe teritoriul fostei insule Ostrovo. Rezervele potențiale au fost estimate la 200 de milioane de metri cubi, cu o producție posibilă de 10.000 de metri cubi pe zi, timp de 12 ani. Indicele de profitabilitate a fost estimat la 1:7 și extracția ar fi putut să înceapă în 2001. Au fost descoperite, de asemenea, rezerve de parafină petrolieră. S-a propus construirea unui mare depozit subteran de gaz și a unei conducte regionale de transport către Smederevo și Požarevac. Lucrările de extracție urmau să înceapă în 2003, dar nu s-a înregistrat niciun  progres până în 2017.